# Kreb
Ne doit pas être confondu avec Cycle de Krebs.
Le kreb (terme emprunté à l'arabe tchadien, ou d'origine toubou) désigne des graines de graminées sauvages de différentes espèces qui font, ou ont fait, l'objet de cueillette en Afrique subsaharienne. Ce sont des céréales sauvages consommées traditionnellement par certaines populations, en particulier dans la région du lac Tchad et plus généralement dans la région sahélienne. Certaines de ces espèces sont récoltées seulement en période de disette comme aliments de famine.
Ces plantes constituent aussi souvent une ressource fourragère pour le bétail (notamment chameaux et ânes).

## Distribution
La région dans laquelle des mélanges de graines, pas toujours clairement identifiées, sont récoltés et consommés sous le nom de « kreb » (ou « kasha ») comprend la partie est de la zone des savanes, centrée sur une aire allant du Borno (Nigeria) au Darfour (Soudan), principalement au sud du lac Tchad,.

## Espèces comprises dans le kreb
Le terme générique de « kreb » s'applique à une douzaine d'espèces de graminées, principalement des Panicoideae, notamment Brachiaria deflexa, Brachiaria obtusiflora, Brachiaria xantholeuca, Cenchrus biflorus, Cenchrus catharticus, Cenchrus leptacanthus, Cenchrus prieurii, Dactyloctenium aegyptium, Echinochloa colona, Echinochloa pyramidalis, Echinochloa stagnina, Eragrostis tremula, Eragrostis pilosa, Oryza breviligulata (riz sauvage), Panicum laetum, Panicum turgidum, Setaria sphacelata, Sorghum sudanicus, Tribulus terrestris (qui n'est pas une graminée mais une Zygophyllacée), Urochloa sp.
Autour du lac Tchad, cependant, le kreb proprement dit est Panicum laetum Kunth. 
Selon Harlan (1989) les principales espèces du kreb, outre Panicum laetum, appartiennent aux genres Brachiaria, Dactyloctenium et Eragrostis,.